# 얀덱스
얀덱스 LLC(Yandex LLC, 러시아어: Яндекс)는 러시아의 기술 기업으로, 웹 브라우저, 검색 엔진, 클라우드 컴퓨팅, 웹 매핑, 온라인 음식 주문, 스트리밍, 온라인 쇼핑, 승차 공유 서비스 등 인터넷 관련 제품 및 서비스를 제공한다.
얀덱스 검색은 러시아에서 약 72%의 시장 점유율을 가진 가장 큰 웹 검색 엔진이며, 전 세계적으로는 2.8%의 시장 점유율을 차지한다. 얀덱스 택시는 러시아에서 가장 큰 승차 공유 서비스이다.
얀덱스는 아르카디 볼로즈가 설립하여 1997년에 첫 제품인 웹 검색 엔진을 출시했다. 러시아에서 중요한 미디어 활동을 하는 이 회사는 오랫동안 러시아 연방정부의 통제 압력을 받아왔다. 2024년 7월, 러시아의 우크라이나 침공 중 국제 제재와 외국인 소유권 제한으로 인해 얀덱스를 소유했던 네덜란드 지주회사 네비우스 그룹은 러시아 자산을 러시아 투자자 그룹에 53억 달러 할인된 가격으로 매각했다.

## 역사
1990년, 아르카디 볼로즈는 고등학교 친구인 일리야 세갈로비치(1964~2013)에게 러시아어 텍스트를 검색하는 알고리즘 개발 벤처에 합류할 것을 제안했다. 그들은 아르카디아라는 회사명으로 검색 소프트웨어를 함께 개발했다. 1993년, 그들은 "Yet Another iNDEXer"를 쉽게 기억하기 위해 "Yandex"라는 이름을 만들었다. 이는 또한 러시아어로 "Я"("ya")가 "나"를 의미하기 때문에 "index"에 대한 이중 의미적 언어유희이기도 하다.
1997년 9월 23일, Yandex.ru 검색 엔진이 출시되었고 모스크바 소프트툴(Softool) 박람회에서 발표되었다. 1998년, 얀덱스는 자사 검색 엔진에 문맥 광고를 도입했다. 2000년, 얀덱스는 키프로스에 독립 회사로 법인화되었다.
아르카디아는 컴퓨터 부품 공급 회사인 컴텍(CompTek)의 일부가 되었고, 볼로즈는 2000년에 CEO가 되었다. 2000년, 바링 보스토크 캐피탈 파트너스는 528만 달러에 회사 지분 35.72%를 인수했다. 2001년, 얀덱스는 Yandex.Direct 온라인 광고 네트워크를 출시했다.
회사는 2003년에 수익성을 확보했다. 2004년부터 2006년 사이에 타이거 테크놀로지스(Tiger Technologies)는 회사 지분 11%를 취득했다.
2005년 9월, 얀덱스는 우크라이나에 사무실을 열고 우크라이나 웹사이트를 출시했다. 2007년, 얀덱스는 우크라이나 사용자를 위한 맞춤형 검색 엔진을 도입했고 2007년 5월에는 키이우에 개발 센터를 열었다. 2008년, 얀덱스는 모스크바 데이터 센터와 우크라이나의 UA-IX 간의 대역폭을 5배 늘렸다. 2009년, www.yandex.ua의 모든 서비스는 우크라이나 시장에 맞게 현지화되었다. 2010년, 얀덱스는 매트릭스넷 기술을 기반으로 우크라이나 사용자를 위한 "폴타바(Poltava)" 검색 엔진 알고리즘을 출시했다. 2007년 3월, 얀덱스는 러시아 소셜 네트워크 서비스인 moikrug.ru를 인수했다.

2008년부터 2016년까지 사용된 로고

2008년 6월, 얀덱스는 검색 및 광고 기술 혁신을 육성하기 위해 실리콘 밸리에 얀덱스 랩스(Yandex Labs)를 설립하고 비샬 마히자니(Vishal Makhijani)를 CEO로 임명한다고 발표했다.
또한 2008년 6월, 얀덱스는 러시아 도로 교통 모니터링 기관인 스마일링크(SMILink)를 인수하여 얀덱스 지도에 통합했다.
2008년 9월, 이 회사는 러시아어-영어 키보드 레이아웃 자동 전환 소프트웨어인 푼토 스위처(Punto Switcher) 프로그램에 대한 권리를 획득했다.
2009년 1월, 파이어폭스 3.5는 러시아어 빌드에서 구글 대신 얀덱스를 기본 검색 공급자로 채택했다. 구글은 2012년에 다시 채택되었다.
2010년 5월, 얀덱스는 영어 전용 웹 검색 엔진을 출시했다.
2010년 9월, 얀덱스는 58,000명의 아티스트가 참여한 80만 곡의 카탈로그로 음악 스트리밍 서비스인 얀덱스 뮤직을 출시했다.
또한 2010년 9월, 얀덱스는 페이스닷컴(Face.com, 구 비지 랩스)의 430만 달러 투자 라운드에 투자했다. 이 회사는 2012년에 페이스북에 인수되었고 얀덱스는 이 지분으로 570만 달러와 페이스북 주식 142,479주를 받았다. 2010년 12월, 얀덱스는 스타트업을 찾고 체계적으로 협력하기 위해 Yandex.Start를 시작했으며, 웹비서(WebVisor)의 행동 분석 기술을 구매했다.
2011년 1월, 이 회사는 단일 로그인 서비스 로긴자(Loginza)를 인수했다. 2011년 5월 24일, 얀덱스를 소유한 지주회사 얀덱스 N.V.(현재 네비우스 그룹으로 불림)는 나스닥에서 기업공개를 통해 13억 달러를 모금했으며, 이는 구글의 2004년 상장 이후 닷컴 기업 중 가장 큰 규모의 기업공개였다. 당시 바링 보스토크 캐피탈 파트너스는 회사 지분 35%를, 타이거 테크놀로지스는 15%를 소유했다.
2011년 6월, 얀덱스와 램블러는 러시아 경쟁업체들을 배제하기 위한 광고 네트워크 계약을 체결했다. 2011년 8월, 얀덱스는 뉴스 배달 스타트업인 더 트위티드 타임즈(The Tweeted Times)를 인수했다. 2011년 9월, 이 회사는 2011년에 튀르키예에 웹 포털을 출시하고 이스탄불에 사무실을 열었다.
또한 2011년 9월, 얀덱스는 3천만 달러 투자 라운드의 일환으로 1천5백만 달러를 투자하여 블레코 지분 10%를 인수했다. 2011년 11월, 3천8백만 달러에 소프트웨어 개발사 SPB 소프트웨어를 인수했다.
2012년 3월, 이 회사는 유럽 연합의 광고 고객을 서비스하기 위해 루체른에 첫 유럽 사무실을 열었다. 2012년 6월, 이 회사는 세이스모테크(Seismotech) 지분 25%를 100만 달러에 인수했다. 2012년 10월, 얀덱스는 크로미엄 기반의 웹 브라우저를 출시했다.
2012년 11월, 얀덱스는 유럽과 미국을 위한 매핑 서비스를 출시했다.
2013년 3월, 이 회사는 국제적 매력을 넓히기 위해 번역 모바일 앱에 영어 사용자 인터페이스를 추가했다. 2013년 7월, Mail.Ru는 자사 검색 결과 페이지에 얀덱스 다이렉트 광고를 게재하기 시작했다. 2013년 10월, 이 회사는 러시아 최대 영화 검색 엔진인 키노포이스크를 인수했다.
2013년, 얀덱스는 매출 기준 러시아 최대 미디어 기업이 되었다.
2014년, 이 회사는 베를린에 첫 유럽 연구개발 사무실을 열었다. 2014년 2월, 얀덱스는 멀티십(MultiShip)에 수백만 달러를 투자했다. 2014년 3월, 이스라엘 지리적 위치 스타트업인 KitLocate를 인수하고 이스라엘에 연구개발 (R&D) 사무실을 열었다. 2014년 5월, 이 회사는 상업적 판매 예측 기술을 개발하는 이스라엘 회사인 세일즈프리딕트(SalesPredict)에 투자했다.
2014년 6월, 이 회사는 자동차용 오픈 마켓 및 분류 광고 웹사이트인 Auto.ru를 1억 7,500만 달러에 인수했다. 2014년 11월, 이 회사는 윈도우와 맥 OS X용으로 새로운 크로미엄 기반 브라우저를 출시했다.
2015년 5월, 얀덱스는 미니멀리스트 웹 브라우저를 출시했다. 2015년 6월, 이 회사는 Yandex.Radio를 출시했다. 2015년 9월, 이 회사는 러시아어 시장에서 활동하는 중국 기업들과의 협력을 위해 상하이시에 사무실을 열었다. 2015년 12월, 이 회사는 인터넷 보안 회사 Agnitum을 인수했다.

2016년부터 2021년까지 사용된 로고

2017년 6월, 이 회사는 은행 계좌가 동결된 후 우크라이나의 사무실을 폐쇄했다. 또한 2017년 6월, 이 회사는 Doc+의 5백만 달러 투자 라운드에 투자했다. 2017년 10월, 이 회사는 안드로이드, iOS, 마이크로소프트 윈도우용 지능형 개인 비서인 앨리스를 도입했다. 2017년 12월, 이 회사는 음식 배달 서비스인 Foodfox를 인수했다.
2018년, 이 회사는 브라우저와 모바일로 접속 가능한 인터넷 게임 플랫폼인 얀덱스 게임즈(Yandex Games)를 출시했다. 2022년까지 이 플랫폼에서는 10,000개의 게임이 제공되었다. 2022년 1월 현재, 월간 1,100만 명 이상의 플레이어를 보유하고 있다. 이 플랫폼은 광고와 인앱 구매, 그리고 "얀스(Yans)"라는 게임 내 화폐를 통해 수익을 창출한다. 2018년 2월, 이 회사는 모스크바에서 무인 자동차의 첫 시험 운행을 선보였다. 또한 2018년 2월, 얀덱스는 우버의 러시아, 카자흐스탄, 아제르바이잔, 아르메니아, 벨라루스, 조지아 사업부를 인수했다.
2018년 5월, 스베르방크와 얀덱스는 B2C 전자상거래 생태계를 개발하기 위한 합작 투자 계약을 완료했다. 또한 2018년 5월, 이 회사는 스마트 스피커 Yandex.Station을 공개했다. 2018년 8월, 얀덱스는 연료 배달 서비스 토플리보 바크(Toplivo v Bak)를 인수했다. 2018년 10월, 얀덱스는 거래 집계 서비스인 에다딜(Edadil, 러시아어: Едадил, 직역: '식료품 할인')을 인수했다. 2018년 12월, 얀덱스는 스마트폰인 얀덱스 폰(Yandex.Phone) 출시를 발표했다.
2019년 9월, 얀덱스는 VTB 은행과 파트너십을 맺고 투자 포털을 만들 계획을 발표했다. 2019년 10월, 이 회사는 자체 디자인의 두 번째 스마트 스피커인 "Yandex. Station Mini"를 공개했다. 또한 2019년 10월, 얀덱스 택시는 파르티야 에디(Partiya Edy, '음식 파티')를 인수했다. 2019년 11월, 이 회사는 러시아 정부의 강요로 기업 구조 조정을 겪었으며, 친크렘린 이사회 구성원들에게 더 많은 영향력을 주었다. 블라디미르 푸틴은 협상에 직접 관여한 것으로 알려졌다.
2020년 4월, 러시아의 코로나19 범유행 기간 동안 얀덱스는 특정 지역 거주자 전체에게 코로나19 진단 서비스를 무료로 제공했다. 2020년 7월, 이 회사는 스베르방크와의 합작 투자를 종료하고, 얀덱스 마켓을 완전히 인수하며 얀덱스 머니(Yandex Money) 지분을 매각하여 유머니로 리브랜딩했다. 2020년 8월, 이 회사의 민스크 사무실은 2020년 벨라루스 대통령 선거 결과에 대한 시위를 진압하기 위해 당국에 의해 급습되었다. 2020년 9월, 얀덱스는 무인 자동차 사업부인 Yandex SDG(현재 Avride)의 기업 분사를 완료했다. 2020년 10월, 얀덱스는 틴코프 은행(현재 T-Bank)과 합병 협상을 진행했지만, 양측은 조건에 합의하지 못했다.
2021년 3월, 이 회사는 무현금 결제 서비스인 얀덱스 페이(Yandex Pay)를 출시했다. 2021년 6월, 얀덱스, VTB 은행, LANIT 그룹, 컴퓨터 하드웨어 제조업체 기가바이트는 러시아에서 서버를 생산하기 위한 합작 투자를 설립했다. 또한 2021년 8월, 얀덱스는 우버의 무인 자동차 사업부와 음식 배달 사업 지분을 10억 달러에 인수했다.
2021년 9월, 이 IT 회사의 서버는 루넷(Runet) 역사상 가장 큰 DDoS 공격을 받았다. 또한 2021년 9월, 이 회사는 Clickhouse의 기업 분사를 완료했다. 2021년 10월, 랴잔주에 새로운 공장 건설이 시작되었으며, 첫 투자 단계에서 10억 루블이 투입되었다. 새로운 공장은 "오픈야드(Openyard)" 브랜드로 서버, 데이터 저장 시스템, 게이트웨이 및 스마트 장비를 생산할 예정이다. 그러나 2023년 6월, 얀덱스는 합작 투자에서 탈퇴할 방법을 찾고 있다고 발표했다. 또한 2021년 10월, 얀덱스는 윈드(Wind)의 텔아비브 사업부를 인수했다.
2022년 1월, 얀덱스는 디지털 광고 플랫폼인 eLama를 인수했다. 같은 달, BandLink도 인수했다. 2022년 4월, CEO 엘레나 부니나는 사임하고 이스라엘로 이주했다.
2022년 6월, 볼로즈는 CEO와 이사회에서 사임했다. 2022년 9월, Yango Group을 포함한 핀란드 내 회사 계열사들의 은행 계좌가 동결되었다. 또한 2022년 9월, 젠, 젠 뉴스, yandex.ru는 VK에 매각되었다. 얀덱스는 VK로부터 Delivery Club을 인수했다. 그 후 이 회사는 홈페이지를 ya.ru로 변경했다.
2022년 12월, 얀덱스는 국제 투자를 유치하기 위해 아르메니아에 Beyond ML이라는 회사를 등록했다. 또한 2022년 12월, 아르카디 볼로즈는 회사에서 사임했다.
2023년 5월, 얀덱스는 챗GPT 신경망과 유사한 신경망인 얀덱스GPT를 출시했다. 이 회사는 앨리스 가상 비서에 얀덱스GPT 생성형 신경망을 구현했다.
2021년과 2023년 사이에 얀덱스는 영어, 중국어, 프랑스어, 스페인어, 독일어 등 모든 유튜브 동영상에 대한 자동 음성-오버 번역을 도입했다.
2023년 6월, 이 회사는 모스크바에서 첫 무인 자동차 택시 시험 운행을 시작했다. 또한 2023년, 이 회사는 가장 큰 국제 사무실인 베오그라드에 사무실을 열었다. 2024년 7월, 러시아의 우크라이나 침공 중 국제 제재와 외국인 소유권 제한으로 인해 얀덱스를 소유했던 네덜란드 지주회사 네비우스 그룹은 러시아 자산을 러시아 투자자 그룹에 53억 달러 할인된 가격으로 매각했다. 공개된 투자자 그룹에는 알렉산더 차차바(Alexander Chachava, 25%), 파벨 프라스(Pavel Prass, 15%), 루크오일 (15%), 알렉산더 랴자노프 (10%), 그리고 고위 경영진(35%)이 포함된다. 그러나 공개된 소유주들은 다른 사람들을 위한 중개인이라는 추측이 있다. 이 자산에 대한 다른 입찰자 중에는 블라디미르 포타닌도 있었다.
2024년 10월, 이 회사는 튀르키예에 4억 달러를 투자할 계획을 발표했다.

## 재무 지표
2019년 말, 연결 매출은 2018년 대비 37% 증가한 1,754억 루블(28억 3,320만 달러)을 기록했다. 얀덱스 마켓을 제외한 매출은 전년 대비 39% 증가했다. 회사의 순이익은 112억 루블(1억 8,090만 달러)로 2018년 대비 75% 감소했다.
2020년 2월, 러시아판 포브스(Forbes)는 이 회사를 146억 달러로 평가하며 러시아 인터넷(루넷)에서 가장 가치 있는 기업 목록에서 1위를 차지했다.
2024년 9월, 임시 주주 총회에서 회사는 2010년 이후 처음으로 상반기 배당금 지급을 승인했으며, 보통주당 80루블에 달한다.
2024년 첫 9개월 동안 회사의 매출은 7,544억 루블에 달했으며, 이는 전년 대비 37% 성장한 수치이다. 예상 연간 매출 성장률은 전년 대비 38~40%로 예상되며, EBITDA는 1,700억~1,750억 루블로 추정된다.
2024년 회사의 연간 매출은 2023년 대비 37% 증가하여 1조 946억 루블에 달했다. 2024년 4분기 매출 성장률도 같은 해 3분기 대비 37%였다.
2025년 1분기 재무 실적에 따르면 매출은 3,065억 루블에 달했으며, 조정된 EBITDA는 489억 루블이었다.

## 오픈 소스
2009년, 얀덱스는 매트릭스넷 프로젝트 개발을 시작했다. 이는 독창적인 경사 부스팅 스키마를 사용하는 기계 학습 모델 구축을 위한 독점적인 특허 알고리즘이었다. 2017년 7월, 캣부스트 라이브러리가 대중에게 공개되었다. 이 라이브러리는 기계 학습 모델 구축을 위한 매트릭스넷 알고리즘을 구현한다.
출시 당시 이 기술은 이미 유럽 핵 연구 기구(CERN)와의 협력 프로젝트의 일환으로 입자 실험 결과를 분석하는 데 사용되고 있었다.
캣부스트는 젯브레인즈의 코드 완성, 클라우드플레어의 봇 감지, 카림의 여행 거리 측정에 사용된다.
2012년, 얀덱스는 자연어 처리 분야에서 연구 개발을 시작했다.
2013년 10월, 얀덱스는 사용자 정의 클라우드 호스팅 앱 생성을 위한 오픈 소스 PaaS 시스템인 코카인을 출시했다.
2013년 10월, 이 회사는 얀덱스 스피치킷(Yandex SpeechKit)을 도입했다. 이는 음성 인식 및 합성 기술이며, 안드로이드 및 iOS 개발자가 사용할 수 있는 음성 인식을 위한 공개 API이다.
2022년 6월, 이 회사는 YDB 데이터베이스 관리 시스템의 소스 코드를 공개했다. 이 시스템은 자체 음성 비서 앨리스뿐만 아니라 Yandex.Go 및 얀덱스 마켓 서비스에도 사용된다.
2023년 3월, 얀덱스는 빅데이터 작업을 위한 플랫폼인 YTsaurus의 소스 코드를 공개했다.

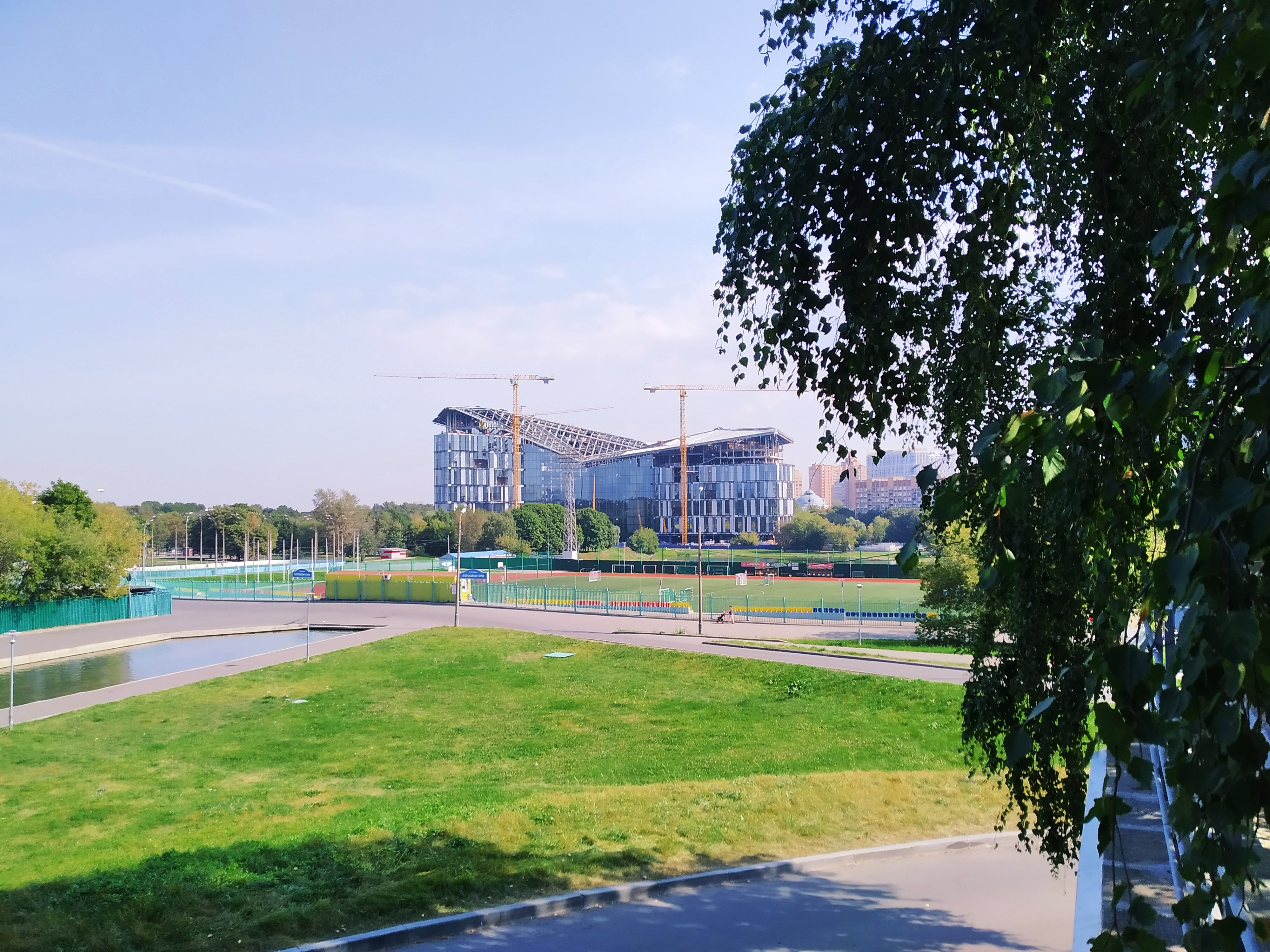
2024년 9월 1일 모스크바 스패로우 힐즈에 건설 중인 얀덱스 신사옥

## 데이터 유출

### 사이버 공격 (2018년 10월/11월)
2018년 10월과 11월, 얀덱스는 사용자 인증 방식에 대한 기술 정보를 훔치기 위해 레긴 악성코드를 사용하여 사이버 공격을 당했다. 카스퍼스키 랩의 조사에 따르면 이 해킹은 파이브 아이즈 정보 기관의 소행으로 밝혀졌다.

### 5,000명의 사용자 이메일 계정 침해 (2021년 2월)
2021년 2월, 얀덱스는 자사 이메일 서비스에 대한 접근 권한을 가진 시스템 관리자 중 한 명이 무단 접근을 허용하여 약 5,000개의 얀덱스 이메일 계정이 침해되었다고 인정했다. 회사는 침해된 이메일 계정 소유자들에게 사과 이메일을 보냈지만, 보상은 발표되지 않았다.

### 소스 코드 유출 (2023년 1월)
2023년 1월 25일, 얀덱스 소스 코드가 담긴 44GB의 유출된 아카이브가 비트토렌트를 통해 브리치포럼에 공유되었다.

## 법적 문제

### 우크라이나 내 법적 문제
2017년 5월, 얀덱스는 대통령령 133/2017호에 따라 우크라이나에서 금지되었다. 2017년 6월 1일, 얀덱스는 우크라이나 보안국이 사무실을 급습하고 회사가 우크라이나 사용자 데이터를 불법적으로 수집하여 러시아 보안 기관에 보냈다고 비난한 후 키이우와 오데사의 사무실을 폐쇄했다. 회사는 어떠한 위법 행위도 부인했다.
2022년 6월, 러시아의 우크라이나 침공 이후 얀덱스는 얀덱스 지도에서 어떠한 국경도 표시하지 않았다.

### 러시아 내 법적 문제
2019년 6월, RBC 그룹은 얀덱스가 야로바야 법에 따라 이메일 서비스 및 클라우드 저장 사용자들의 개인 데이터를 해독할 수 있는 암호화 키를 넘겨달라는 러시아 연방보안국 (FSB)의 요청을 거부했다고 보도했다. 회사는 관련 법률을 준수하는 것이 사용자들의 개인 정보를 침해하지 않고는 불가능하다고 주장했다. 막심 아키모프, 러시아 부총리는 정부가 회사에 대한 FSB의 압력을 완화하기 위한 조치를 취할 것이라고 말했다. 알렉산더 자로프, 연방통신정보기술대중매체감독원 원장은 얀덱스와 FSB가 암호화 키를 넘겨주지 않고도 필요한 데이터를 제공하기로 합의했다고 말했다.
2021년 4월, 얀덱스는 연방반독점원으로부터 검색 결과에서 자사 제품을 홍보한다는 혐의를 받았다.
2022년 3월 말, 얀덱스는 파이낸셜 타임스와 비영리 단체인 Me2B Alliance의 조사 대상이 되었다. 연구원 자크 에드워즈(Zach Edwards)가 이끄는 애플리케이션 감사 캠페인의 일환으로, 에드워즈와 전 애플 보안 엔지니어인 체르 스칼렛을 포함한 4명의 전문가 연구원은 얀덱스 제품인 AppMetrica라는 소프트웨어 개발 키트 (SDK)가 사용자 장치 지문 및 IP 주소와 같은 데이터를 52,000개 이상의 애플리케이션에서 수집하여 러시아 얀덱스 서버에 저장하고 있음을 발견했다. 그들은 러시아 법과 SDK의 특성상 러시아 당국이 사용자 모르게 데이터에 접근할 수 있다고 말했다. 얀덱스는 수집된 정보를 기반으로 사용자를 식별하는 것이 실질적으로 불가능하며, 데이터 요청은 거부될 것이라고 주장했다.
2022년 2월, 러시아의 우크라이나 침공 직후 얀덱스는 우크라이나에 대해 게시한 정보에 대해 러시아 정부의 위협을 받았으며, 일부 검색 결과에 부정확한 정보가 포함될 수 있다는 온라인 경고 배너를 추가했다.
2022년 3월, 탐사보도국은 얀덱스에서 제공하는 광고가 우크라이나 전쟁에 대한 잘못된 정보를 조장했다고 보도했다. 얀덱스의 뉴스 애그리게이터에 표시된 많은 기사는 러시아 국영 및 국가 지원 소스에서 나왔으며, 전쟁에 대한 상위 검색 결과는 때때로 친전쟁 웹사이트를 눈에 띄게 특징으로 했다.
2022년 3월, 티그란 후다베르댠은 검색 결과 조작을 통해 러시아 대중에게 "정보를 숨긴" 혐의로 유럽 연합의 제재를 받은 후 전무이사이자 부사장직에서 사임했다.
2022년 5월 5일, 메두자가 발표한 조사에 따르면, 2016년 이후 얀덱스 홈페이지의 상위 5개 결과에는 러시아 대통령부가 승인한 친크렘린 매체만 포함되었다. 얀덱스는 홈페이지의 뉴스 순위가 알고리즘을 통해 자동으로 생성된다고 밝혔다. 그러나 러시아 법에 따르면, 등록된 매체에서 받은 뉴스만 나타날 수 있다.
2023년 6월, 얀덱스는 러시아 연방보안국에 사용자 정보를 공유하기를 반복적으로 거부한 혐의로 모스크바 법원으로부터 200만 루블의 벌금형을 받았다.
2023년 7월, 이 회사의 자회사인 키노포이스크는 "비전통적인 성관계가 묘사된 영화를 상영"한 혐의로 100만 루블의 벌금형을 받았다. 이 벌금은 러시아가 모든 연령대의 사람들에게 비전통적인 관계 및 생활 방식의 공개적인 표현을 금지한 후에 부과되었다.
2024년 상반기, 이 회사는 러시아 정부로부터 사용자 데이터 공개 요청을 36,540건 받았으며, 이는 전년 대비 12% 증가한 수치이다.
2024년 8월, 이 회사는 러시아 연방보안국 (FSB)과 협력하여 우크라이나 지지 러시아인들로 구성된 단체인 러시아의 자유 군단과 러시아 의용군단의 가짜 웹사이트로 사용자들을 유도했다는 혐의를 받았다. 이 웹사이트들은 이 단체들에 가입하고 우크라이나를 지원하는 데 관심이 있을 수 있는 러시아인들로부터 데이터를 수집했다.

## 대중문화에서
2014년 4월, 얀덱스의 역사를 다룬 영화 '스타트업'이 개봉되었다. 이 영화는 소셜 네트워크와 비교되었다.

## 같이 보기
- VK (기업)